# Sättersta kyrka

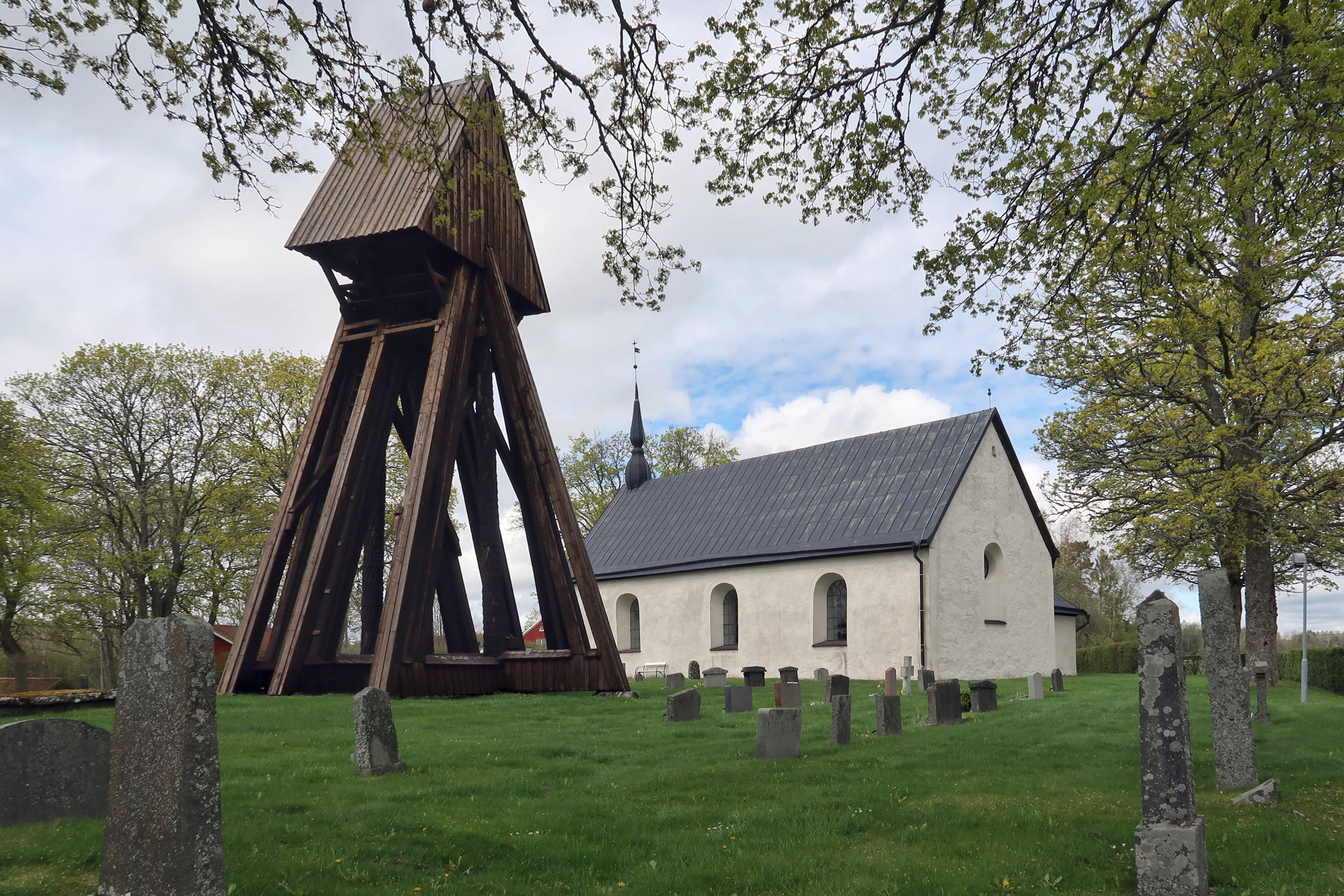
Sättersta kyrka 2021.

Sättersta kyrka är en kyrka som ligger i Sättersta socken i Nyköpings kommun. Kyrkan tillhör Tystbergabygdens församling i Strängnäs stift.

## Kyrkobyggnaden
Stenkyrkan uppfördes någon gång på 1100-talet eller 1200-talet. Nuvarande kor tillkom på 1400-talet eller 1500-talet. Omkring år 1500 försågs kyrkorummet med tre stjärnvalv. Nuvarande sakristia vid norr byggdes 1726–1731 av murarmästaren Lars Lindholm och kan vara en ombyggd medeltida sakristia. Den äldre sakristian sägs 1697 ha varit i så dåligt skick att biskop Erik Benzelius som 1697 besökte kyrkan beordrade en omedelbar reparation, som utfördes amma år. Vid kyrkans sydvästra sida fanns ett timrat vapenhus av trä som avlägsnades 1738.
Åren 1880–1890 genomfördes en invändig och utvändig restaurering. Sommaren 1888 genomgick den ganska så murriga kyrkan en reparation där kyrkan fick enhetligt utformade fönster från de tidigare små gluggarna där de gamla klumpiga fönsterbågarna av trä byttes ut mot gjutjärnbågar från Brevens bruk och takets spånbeläggning byttes ut mot svartmålad plåt. Nytt golv lades in under bänkarna och mittgången av trä och på upphöjningen kring rundningen av asfaltbetäckning. En ny predikstol tillkom bekostad av patron A. Blomberg på Måstena i Bälinge. De gamla knaggliga väggarna i kyrkan såväl i valvet blev jämnade, kalkslagna och limstrukna. Nya bänkar anskaffades istället för de tidigare högkarmade. Läktaren gjordes ljusare och rymligare och blev symmetriskt anordnad till resten av inredningen. Sakristian fick en gladare färgton. Murarmästare Anders Axel Rundlöf (f. 1840) i Lovisalund i Tystberga och snickaren Karl Andersson i Karlslund i Bälinge utförde sina arbeten. Målningsarbetet av Cederlund i Gnesta, förgyllningsarbetet av Ekberg i Nyköping, klädseln i röd schagg på altare och altarrundeln av Sandal & Tufve. och Altarskåpet byttes mot en kopia av Thorvaldsens Kristusskulptur. Den nyreparerade kyrkan invigdes 14 oktober 1888. Hela reparationen inklusive ny orgel kostade 5 000 kr. i dåtidens valutavärde. Senare lades cementgolv in.
En invändig restaurering genomfördes 1935 efter program av arkitekt Knut Nordenskjöld. Ny öppen bänkinredning sattes in. Korfönstret murades igen och i dess övre del sattes ett rundfönster med glasmålning in. Tidigare predikstol och altarskåp återbördades till kyrkan.

## Inventarier
- Kyrkans altarskåp anses vara ett svenskt arbete från början av 1500-talet.
- En dopfunt i porfyr är införskaffad 1935. En förmodligen medeltida dopfunt anges i inventarieförteckningen 1830 ligga sönderslagen på kyrkogården, men är nu borta. I en inventarieförteckning 1725 upptas en träfot att sätta dopskålen på. Dopskålen i tenn, tillverkad 1723 av kanngjutaren Melchior Beck i Stockholm finns dock ännu kvar. Den pryds av monogramet HCP och skänktes av Helena Charlotta Planting (1680–1759), först gift från 1699 med kyrkoerden i Runtuna socken Johannes Petri Dalenius, sedan från 1705 med första mannens bror, kyrkoherden i Sättersta Sveno Petri Dalenius död 1722 och tredje gången 1724 med dennes efterträdare som kyrkoherde i Sättersta, Erik Plog (död 1726).
- Predikstolen tillverkades åren 1725–1731 och invigdes 1733. Den är tillverkad av bildhuggaren Jonas Lind.
- Från Sättersta kyrka härstammar även ett krucifix i mässing som numera förvaras på Statens historiska museet. Själva kristusbilden är ett rhenländskt arbete från mitten eller senare hälften av 1100-talet. Korset i koppar är försett med enklare dekoration och en runinskrift har dock troligen tillverkats i Sverige. Krucifixet var 1774–1775 inlämnat till gelbgjutaren Hagelberg i Nyköping för försilvring.
- I sakristian hänger ett porträtt av Ericus Nicolai Rothander, kyrkoherde i Sättersta 1659–1671. Tavlan är målad 1667 av en okänd konstnär
- På norra sidan i koret hänger en målning av Petrus Svenonius Dalenius, kyrkoherde i Sättersta 1673–1704, dennes maka Helena Laurensdotter Mörk samt deras två söner och fyra döttrar. Då tavlan målades 1688 var döttrarna redan döda, vilket visas genom att de bär palmkvistar i händerna. Den äldre av sönerna Johannes Petri Dalenius blev senare kyrkoherde i Runtuna och den andra kyrkoherde här i Sättersta, båda gifta med Helena Charlotta Planting som gett kyrkan rikligt med donationer.

## Kyrkklockor
- Kyrkan har två klockor i stapeln. Lillklockan saknar helt inskrifter och märken, men är av romansk typ och härrör troligen från 1200-talet. Även storklockan är medeltida och härrör troligen från 1400-talet. Byglarna pryds av skäggiga ansiktsmasker. På ena siden om livet finns ett märke i form av en nyckel och ett svärd i kors och mellan dessa ett H-formigt märke. Andra sidan pryds av ett stort andreaskors. Det betyder förmodligen att klockan vigts till apostlarna Petrus och Andreas ära.[1]

Nuvarande klockstapel byggdes 1683. Av Johan Peringskiölds teckning av kyrkan från 1685 framgår att den då hade en spetsig takryttare i stället för nuvarande järnspira med flöjel.

## Ljusredskap
Kyrkan har fyra ljuskronor i malm. Räknat från öster är den första modern och har inskriften "Emilia Andersson 10/11 1935" och skänktes i samband med renoveringen det året. Den därnäst med sex armar är troligen identisk med den som inköptes 1744. Den tredje har åtta armar och på klotet inskriften: "Ländzmannen I. Rönö. härad. Andreas. Wichell / Hustru. Catarina. Persdotter. den. 12. Martij : ANNO. 1710". Den sista, en liten krona med sex armar har inskriften "L.C.S.B.C.A.D. ANNO. 1678". Två små ljusplåtar av pressad blomsterornering bär initalerna "A.W/MES", det finns även en annan ljusplåt av lite ovanligare modell prydd med växtrankor. Ett par ljusstakar av silver med kvadratisk fot och pelarformigt skaft bär inskriften "Cath: Marg: Planting: Nata: 1678. Et. Denata: 1736" och saknar stämplar. Ett par ljusstakar i gjuten malm på altaret inköptes 1759.

## Kyrksilver
Kyrkans silverkalk och patén inköptes 1718 för 308 daler. Den är tillverkad av guldsmeden Petter Malming i Stockholm. 1783 gjordes dock en ny större cuppa till kalken, genom att silver från en obruklig oblatsask och silvertråd från en gammal kollekthåv lades till, arbetet utfördes av guldsmeden Lars Boye i Stockholm. Den tillhörande paténen har en graverad framställning av Veronicas svetteduk. Kyrkan har ytterligare en kalk med patén, som används som sockenbudstyg. Foten på kalken är troligen medeltida. Cuppan är dock yngre och tillverkad 1772 av en okänd guldsmed i Nyköping med initialerna NIB. 1775 tillverkades i Nyköping ett fodral till sockenbudstyget. Kyrkan har tre vinkannor, alla av tenn. En av dem är stopformad och bär på locket årtalet 1693, enligt kyrkoräkenskaperna inköptes den av kyrkoherden 1694. De båda andra är päronformade. Den ena har på locket infattat en medalj av Karl XI, är enligt stämplarna tillverkad i Nyköping och i botten daterad 1691. Den andra är gjord 1726 och liksom dopskålen skänkt av Helena Charlotta Planting. Som oblatsask används ett silverskrin i filigran, som även denna skänkts av Helena Charlotta Planting i testamente efter hennes andra make Sven Dalenius.

## Textilier
Bland kyrkans textilier märks tre mässhakar. Två av dessa är i vitt siden och härrör från 1600-talets senare hälft. De har invävt möster i guld och på ryggstycket ett kors av vitt siden, rikt broderat med guld och silver. Det handra har storblommigt mönster, invävt med silke i många färger samt på ryggstycket ett kors och på framstycket en bård av guldbrokad. Den tredje mässhaken är av blått kläde med guldbroderier. I fodret finns årtalet 1754. De broderade bårderna och kanterna är dock 50 år äldre.

### Orgel
- Den nuvarande orgeln byggdes 1888 av E A Setterquist & Son, Örebro och är en mekanisk orgel. Den har ett tonomfång på 54/25 och bas/diskantdelning är vid H/c0. Orgeln kom till genom privata bidrag till den. Orgeln kostade 2 600 kr. Donationer till den gjordes av dels ett gammalt bidrag på förräntade 1 000 kr. och dels ett bidrag på 1500 kr från avlidne Waldemar Broberg i Vreten och änkefrun Rosina Broberg. Invigning skulle ske 14 oktober 1888.[2]

| Manual           | Pedal   | Koppel      |  |
| Borduna 16’ B/D  | Bihängd | Man 4'/Man. |  |
| Principal 8' B/D |         |             |  |
| Rörflöjt 8'      |         |             |  |
| Salicional 8' D  |         |             |  |
| Octava 4'        |         |             |  |
| Flöjt 4'         |         |             |  |